# Chawaghir el Fawka Wal Tahta
Chawaghir el Fawka Wal Tahta è un centro abitato e comune (municipalité) del Libano situato nel distretto di Hermel, governatorato di Baalbek-Hermel.